# 長野県道357号信州中野停車場線
長野県道357号信州中野停車場線（ながのけんどう357ごう しんしゅうなかのていしゃじょうせん）は、長野県中野市の長野電鉄長野線信州中野駅と長野県道358号中野小布施線交点を結ぶ一般県道。

## 概要
信州中野駅の正面に伸びる通りである。概ね、中野市街地の西端にあたる。

### 路線データ
- 起点：中野市西一丁目（長野電鉄長野線信州中野駅）
- 終点：中野市中央三丁目（北信総合病院東交差点[1]＝長野県道358号中野小布施線交点）

## 接続・交差する道路
- 北信総合病院東交差点（中野市中央三丁目＝終点）
  - 長野県道358号中野小布施線

## 沿道
- 信州中野駅
- 長電スイミングスクール中野校
  - フィットネスクラブFxA中野
  - ながでんスイミングスクール中野
- 北信総合病院